# Mare de Déu de les Pedreres
La Mare de Déu de les Pedreres o Mare de Déu de la Cova (en italià: Madonna delle Cave), és una pintura al tremp sobre taula (32 × 29,6 cm) del pintor italià renaixentista Andrea Mantegna, que data dels anys 1488 - 1490 i es conserva en la Galeria dels Uffizi de Florència.

## Història
La Mare de Déu amb l'Infant en els seus braços està asseguda en un primer pla, potser al cim del pujol Gòlgota, sobre un fons rocós, descrit per alguns com «un far de pedra d'esquist, durant la posta del sol». El nom prové de la pedrera que es veu en la llunyania a la dreta, on alguns treballadors tenen la intenció d'obtenir d'una llosa, un tros del fust d'una columna i el capitell; més endavant, una mica més avall d'altres treballen en un sarcòfag, una al·lusió a la tomba de Crist, que al·ludeix al destí de l'Infant. La meitat esquerra del fons mostra un camí on alguns personatges passegen i hi ha un pastor amb el seu ramat, un camp en què alguns agricultors estan collint el fenc i, en la llunyania, un castell i un camí que condueix una ciutat llunyana envoltada per una muralla.
La transició entre l'ombra de la meitat dreta del fons i la llum de la meitat esquerra, s'ha interpretat com una al·legoria de la Redempció, que passa a través de la mediació de Crist i de l'Església, simbolitzada per Maria. Alguns han volgut reconèixer un lloc precís, d'acord amb Fiocco Carrara i, segons Paul Kristeller és el pujol Bolca a Roncà, entre Vicenza i Verona.